# Crossostemma laurifolium
Crossostemma laurifolium là một loài thực vật có hoa trong họ Lạc tiên. Loài này được Planch. ex Benth. mô tả khoa học đầu tiên năm 1849.